# بصرمون
بصرمون قرية تتبع ناحية العنازة في منطقة بانياس التابعة لمحافظة طرطوس.